# クリスティーン・レイエス
クリスティーン・レイエス（Cristine Reyes、1989年2月5日 - ）は、フィリピンの女優。

## 出演作品
- ホスピタル・オブ・ザ・デッド　～閉ざされた病院～